# Symphonia globulifera
Symphonia globulifera, vulgarmente chamado oanani, guanandi, olandi, anani e ananim, é uma árvore nativa da América Latina e da África tropical. Sua madeira é castanha, pesada, dura e com aproveitamento econômico. Também é utilizada como planta medicinal e ornamental. É uma árvore de até 40 metros de altura, com preferência por terrenos alagadiços. Seu tronco solta um látex de um amarelo intenso.

## Etimologia
"Guanandi" vem do tupi gwanã'di, que significa "o que é grudento", numa referência ao látex pegajoso vertido por seu tronco. "Anani", "ananim" e "oanani" vêm do tupi wana'ni. 

## Polinização
Até 2003, não havia estudos precisos sobre o processo de polinização da maioria das árvores brasileiras, inclusive do anani. A Empresa Brasileira de Pesquisa Agropecuária descobriu que uma espécie de pica-pau do gênero Celeus, de pelagem alaranjada com pontos pretos, é um dos polinizadores do anani. Ele procura as flores avermelhadas da árvore três vezes num mesmo dia. Existem registros de beija-flores e, sobretudo, de aves da ordem dos passeriformes, como o pipira-vermelho (Ramphocelus carbo), que agem como polinizadores do anani, mas ainda não de uma ave tão grande como esse pica-pau de 25 cm de comprimento.